# Còdex d'Alep
El Còdex d'Alep o Codex Aleppo (en hebreu: כֶּתֶר אֲרָם צוֹבָא ; Keter Aram Tsova o Corona d'Alep) és un manuscrit medieval vinculat a la Tanakh (Bíblia hebrea). El còdex va ser escrit a la ciutat de Tiberíades, on actualment és el nord d'Israel, al segle x, i va ser avalat per la seva precisió per Maimònides. Juntament amb el Còdex de Leningrad, conté la tradició masorètica d'Aharon ben Moixè ben Aixe (אהרון בן משה בן אשר), però al Còdex d'Alep li manca de la major part de la secció de la Torà i de moltes altres parts.
Datat al 930, prop d'un terç d'ell, inclou quasi tota la Torà. És considerat el manuscrit original de major autoritat masoreta, que segons la tradició familiar, aquestes escriptures hebrees foren preservades de generació en generació. És vist com una font original i la major autoritat pel text bíblic i els rituals jueus. El Còdex d'Alep té una llarga història de consultes per les autoritats rabíniques. Els estudis moderns demostren com la més exacta representació dels principis masorètics i que poden ser trobats en tot el manuscrit.

## Història

### Informació general
La comunitat jueva caraïta de Jerusalem va comprar el còdex uns cent anys després de la seva creació. Durant la Primera Croada, la sinagoga va ser saquejada i el còdex va ser traslladat a Egipte; els jueus van pagar un preu elevat pel seu rescat. Va ser conservat a la sinagoga caraïta i després a la sinagoga rabínica a El Vell Caire, on va ser consultat per Maimònides, que el va descriure com un text de confiança per a tots els erudits jueus. Es rumoreja que, el 1375, un dels descendents de Maimònides el va portar a Alep (Síria), rebent el seu nom actual.
El còdex va romandre a Síria durant cinc-cents anys. El 1947, els aldarulls enfurismats pel Pla de les Nacions Unides per a la partició de Palestina van cremar la sinagoga on es conservava. El còdex va desaparèixer, després va tornar a sorgir el 1958, quan va ser traslladat a Israel pel jueu sirià Murad Faham, i presentat al president de l'estat, Yitshaq ben Tseví. Un cop després d'arribar, s'ha descobert que algunes parts del còdex s'havien perdut. El Còdex d'Alep va ser encomanat a l'Institut Ben-Zvi i a la Universitat Hebrea de Jerusalem. Actualment (2005) està exposat al Museu d'Israel.
Israel va presentar el Còdex d'Alep per incloure'l al Registre de la Memòria del Món de la UNESCO i es va incloure el 2015. El 8 de febrer del 2016 es va inscriure el Còdex d'Alep a la llista de béns del Patrimoni de la Humanitat.

### A Jerusalem
La comunitat jueva caraïta de Jerusalem va rebre el llibre d'Israel ben Simha de Bàssora entre els anys 1040 i 1050. Va ser custodiat pels germans Hizkiyahu i Joshya, líders religiosos caraïns que finalment es van traslladar a Fustat el 1050. No obstant això, el còdex es va quedar a Jerusalem fins als darrers anys d'aquest segle.

### A Egipte
Després del setge de Jerusalem (1099) durant la Primera Croada, els croats es van dur el còdex i altres obres sagrades a Egipte per a demanar un rescat (juntament amb els supervivents jueus). La pàgina web del Còdex d'Alep cita dues cartes al Geniza del Caire que descriuen com els habitants d'Ascaló van demanar diners prestats a Egipte per pagar els llibres. Aquestes cartes judeoàrabs van ser descobertes per l'historiador jueu Xelomó Dov Goitein el 1952. La Carta dels ancians caraïtes d'Ascaló (c. 1100), la més descriptiva de les dues cartes, assenyala que els diners prestats d'Alexandria s'utilitzaven per a «comprar dos-cents trenta còdexs bíblics, cent d'altres volums i vuit rotllos de la Torà» Els documents van ser transportats a Egipte mitjançant una caravana dirigida i finançada pel destacat funcionari alexandrí Abu'l-Fadl Sahl ibn Yūsha' ibn Sha'yā, que es trobava a Ascaló per al seu casament a principis de l'any 1100. Les inscripcions judeoàrabs a la primera pàgina del còdex esmenten que el llibre es «va transferir a la sinagoga jerusalemita a Fustat».

La pàgina web del Còdex d'Alep revela com el llibre va canviar de mans:
| « | Traslladat [per a la possessió de la sinagoga dels habitants de Jerusalem] segons la llei de la redempció de l'empresonament [en el qual havia caigut] a Jerusalem, la Ciutat Santa, per a reconstruir-lo i restablir-lo, per la congregació d'Egipte de Knisat Yerushalayim, a la vida d'Israel. Beneït sigui qui el conservi i maleït qui el robi, i maleït sigui qui el vengui, i que sigui maleït qui l'hagi maleït! No es pot vendre i no es pot corrompre per sempre. | » |

### A Alep

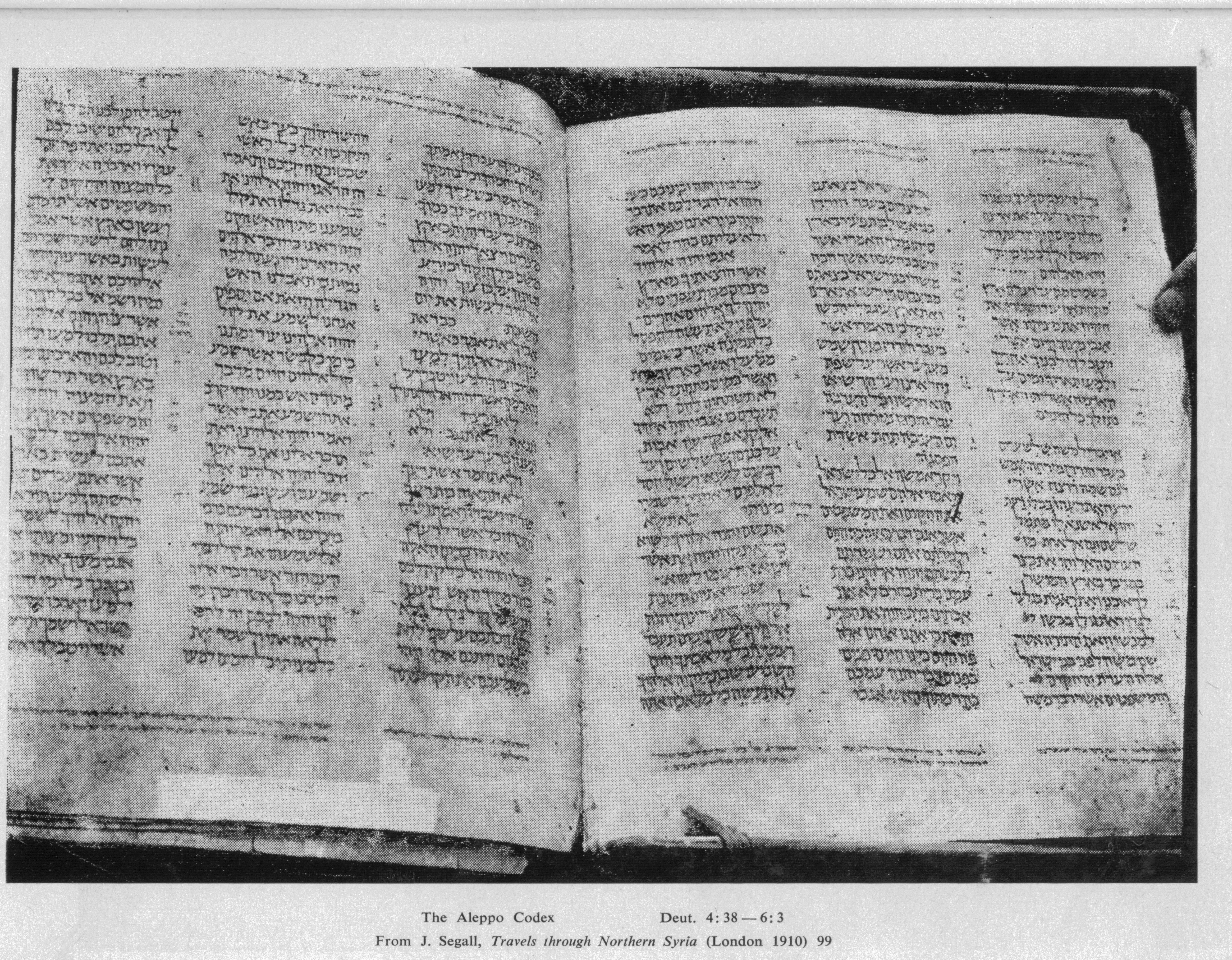
Fotografia de la pàgina que falta, 1910

La comunitat d'Alep va guardar zelosament el còdex durant uns 600 anys. Es va mantenir, juntament amb altres tres manuscrits bíblics, en un armari especial (més tard, una caixa de cabals de ferro) en una capella del soterrani de la sinagoga central d'Alep, que se suposa que ha estat Cova d'Elies. Va ser considerat com la possessió més sagrada de la comunitat; els que tenien problemes pregaven davant seu, i es prenia jurament sobre ell. La comunitat va rebre consultes de jueus de tot el món, que van demanar que es revisessin diversos detalls textuals, que la correspondència es conservés a la literatura de responsa, i que es permetés la reconstrucció de determinats detalls de les parts que avui manquen. El més important, a la dècada del 1850, Shalom Shachne Yellin va enviar al seu gendre, Moses Joshua Kimchi, a Alep, per copiar informació sobre el còdex; Kimchi es va asseure setmanes i va copiar milers de detalls sobre el còdex al marge d'una petita Bíblia manuscrita. L'existència d'aquesta Bíblia va ser coneguda pels estudiosos del segle xx a partir del llibre ‘Ammudé Shesh de Shemuel Shelomo Boyarski (שמואל שלמה בוירסקי), i aleshores la mateixa Bíblia va ser descoberta per Yosef Ofer el 1989.
No obstant això, la comunitat va limitar l'observació directa del manuscrit als forasters, especialment pels estudiosos dels temps moderns. Paul E. Kahle, en revisar el text de la Biblia Hebraica en la dècada de 1920, va provar però no va obtenir una còpia fotogràfica. Això el va obligar a utilitzar el Còdex de Leningrad en lloc de la tercera edició, que va aparèixer el 1937.
L'únic estudiós modern permès per comparar-lo amb una Bíblia hebrea estàndard i prendre nota de les diferències va ser Umberto Cassuto, que el va examinar el 1943. Aquest secretisme no li va permetre confirmar l'autenticitat del còdex i, de fet, Cassuto dubtava que fos el còdex de Maimonides, tot i que va coincidir que era del segle x. No va ser fins després de 1947 que es va descobrir que hi havia fotografies parcials de 1887 (Gènesi 26,37-27,30) i 1910 (Deuteronomi 4,38-6,3).
Durant el pogrom d'Alep de 1947, es va cremar l'antiga sinagoga de la comunitat i es va danyar el còdex. Més tard, després que el còdex estigués a Israel, es va trobar que només han sobreviscut 295 de les 491 pàgines originals. Cada pàgina és un pergamí de 33 cm x 26,5 cm. En particular, només existeixen les últimes pàgines de la Torà.
Les fulles que falten són objecte de ferotges controvèrsies. Originalment es pensava que van ser destruïdes per un incendi, però l'anàlisi acadèmic no ha demostrat proves de foc que han arribat al propi còdex (les marques fosques a les pàgines són degudes a fongs). Alguns estudiosos acusen en canvi als membres de la comunitat jueva d'haver arrencat les fulles que falten i mantenir-les amagades en privat. Recentment han «desaparegut» dues fulles, una al 1982 i una altra el 2007, deixant oberta la possibilitat que encara hi hagi més fulles supervivents de pogrom de 1947. En particular, el llibre de 2012, The Aleppo Codex de Matti Friedman (מתי פרידמן), crida l'atenció el fet que testimonis presencials a Alep, que van veure el còdex poc després de l'incendi, van informar de manera constant que estava complet o gairebé complet, i no hi ha cap cas durant més d'una dècada, fins que va arribar a Israel i es va posar a l'Institut Ben-Zvi, moment en què es va descriure l'estat actual; el seu llibre suggereix una sèrie de possibilitats per a la pèrdua de pàgines incloent el robatori a Israel.
La comunitat de Damasc posseïa una contrapart del Còdex d'Alep, conegut com el Keter de Damasc, escrit també a Israel al segle x, que ara es conserva a la Biblioteca Nacional d'Israel (número ms. Heb 5702, i disponible en línia aquí ). No s'ha de confondre amb un altre Keter de Damasc, d'origen medieval espanyol.

### A Israel

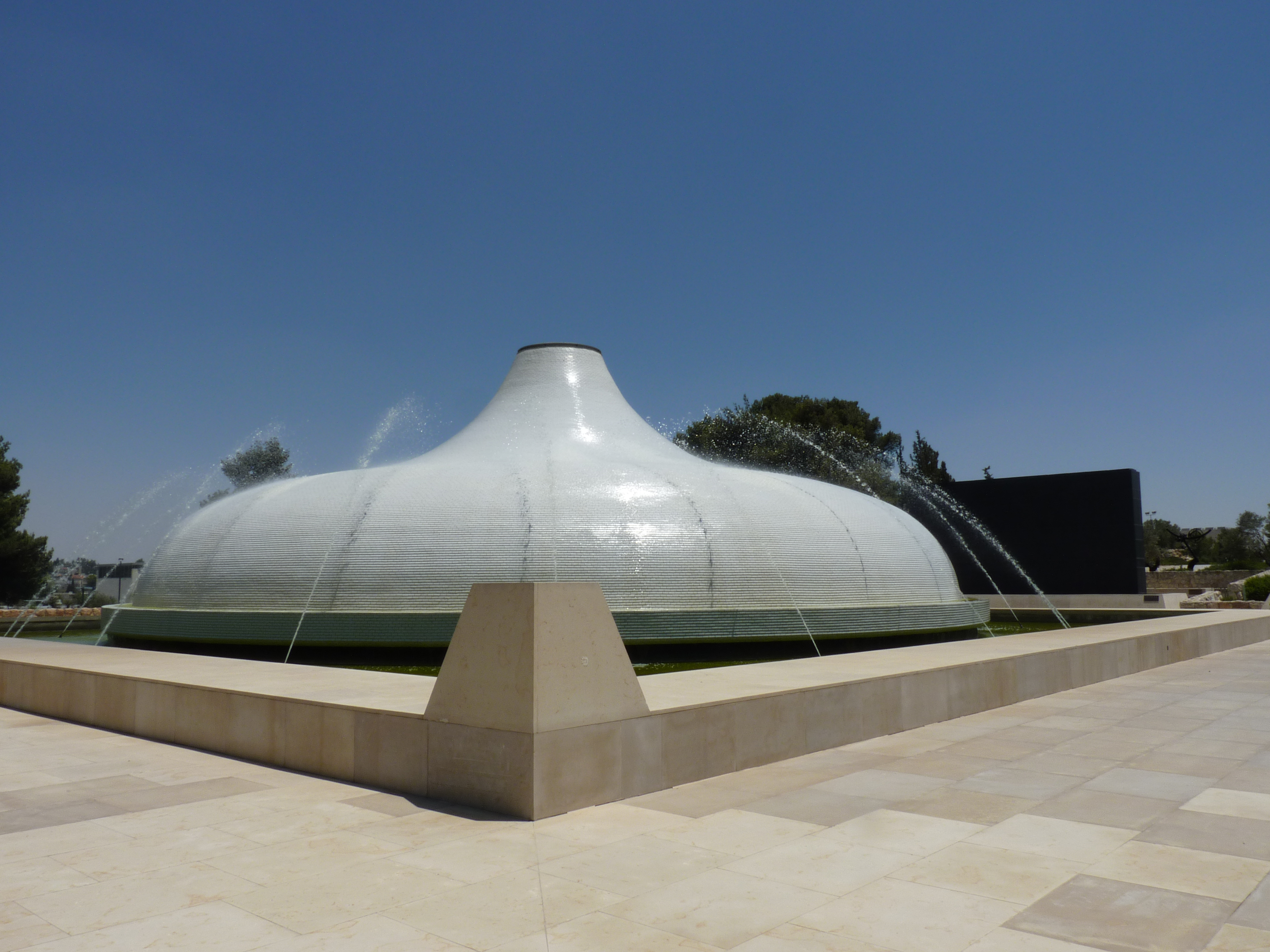
Vista exterior del Santuari del Llibre (היכל הספר), a Jerusalem

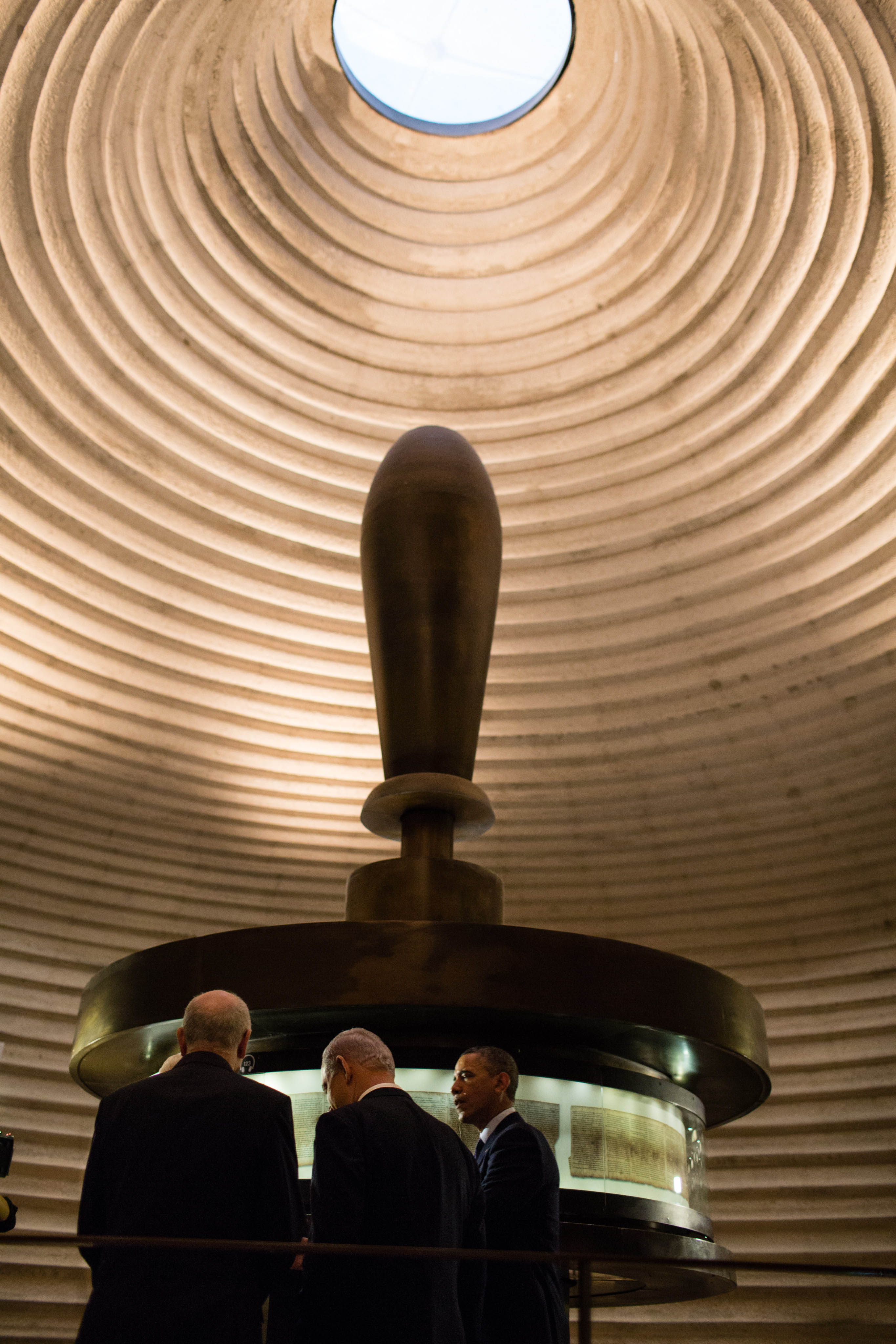
Vista interior del Santuari del Llibre

El gener de 1958, el Còdex d'Alep va ser traslladat de contraban fora de Síria i enviat a Jerusalem per ser posat a la cura del rabí cap dels jueus d'Alep. Es va lliurar primer a Shlomo Zalman Shragai (זלמן שרגאי) de l'Agència jueva per la Terra d'Israel (הסוכנות היהודית לארץ ישראל), que més tard va declarar que el còdex estava complet o gairebé igual en aquell moment. Més tard es va lliurar a l'Institut Ben-Zvi (יד יצחק בן-צבי). El 1958, la comunitat jueva d'Alep va demandar a l'Institut Ben-Zvi per al retorn del còdex, però el tribunal es va pronunciar contra ells i va suprimir la publicació del procediment.
Al final de la dècada del 1980, el còdex es va col·locar al Santuari del Llibre (היכל הספר) del Museu d'Israel. Finalment, això va permetre als estudiosos examinar-lo i considerar les afirmacions que és realment el manuscrit al qual es refereix Maimònides. El treball de Moshe Goshen-Gottstein (משה גושן-גוטשט) sobre les poques pàgines supervivents de la Torà sembla haver confirmat aquestes afirmacions més enllà del dubte raonable. Goshen-Gottstein va suggerir (en la introducció de la reimpressió del facsímil del còdex) que no només era la Bíblia masorètica més antiga coneguda en un sol volum, sinó que va ser la primera vegada que una o dues persones havia produït un Tanakh complet com a entitat unificada en un estil consistent.
Més tard, després que la universitat li va negar l'accés al còdex, Mordechai Breuer (מָרְדְּכַי בְּרוֹיֶאר) va començar la seva pròpia reconstrucció del text masorètic sobre la base d'altres manuscrits antics coneguts. Els seus resultats coincideixen gairebé exactament amb el Codex d'Alep. Així, avui en dia, la versió de Breuer s'utilitza amb autoritat per a la reconstrucció de les parts que falten del Còdex d'Alep. La Corona de Jerusalem (כתר ירושלים), imprès a Jerusalem el 2000, és una versió moderna del Tanakh basada en el Còdex d'Alep i el treball de Breuer; utilitza un tipus de lletra dissenyada recentment basada en la cal·ligrafia del còdex i es basa en el disseny de la pàgina.
El cineasta documental, Avi Dabach, net de Chacham Ezra Dabach (un dels últims encarregats del còdex quan encara estava a Síria), va anunciar el desembre del 2015 una pel·lícula que veurà la història del còdex i, possiblement, determinarà la destinació de les pàgines desaparegudes.

## Text autoritzat
Les consonants del còdex van ser copiades per l'escriba Shlomo ben Buya'a a Palestina al voltant del 920. El text va ser verificat, vocalitzat i subministrat amb notes masorètiques per Aaron ben Moses Asher (אהרון בן משה בן אשר), el darrer i més destacat membre dels ben Asher (dinastia de gramàtics de Tiberíades), rival amb l'escola de Moshe ben Naphtali (בן דוד בן נפתלי). La tradició de Ben Asher s'ha convertit en la que s'accepta per a la Bíblia hebrea. La vocalització de Ben Asher és tardana i, en molts aspectes, artificial, en comparació amb altres tradicions i tendències que s'aproximen al període de l'hebreu bíblic parlat.
Paul E. Kahle ha afirmat que el Còdex de Leningrad, que data aproximadament del mateix temps que el Còdex d'Alep (del 1008), és un producte del benvingut scriptorium. No obstant això, el seu colofó diu que només es va corregir de manuscrits escrits per Ben Asher; no hi ha cap evidència que el propi ben Asher ho hagi vist mai. No obstant això, el mateix passa amb el Còdex d'Alep, que aparentment no va ser vocalitzat pel mateix ben Asher, encara que un colofó posterior, que es va afegir al manuscrit després de la seva mort, li atribueix la vocalització.
El Còdex d'Alep va ser el manuscrit utilitzat per Maimónides quan va establir les regles exactes per a escriure els pergamins de la Torà, la Hilkhot Sefer Torah (ספר תורה ; Les lleis del llibre de la Torà), en la seva Mixné Torà (מִשְׁנֵה תּוֹרָה). Aquesta decisió halàquica (הֲלָכָה) va donar al Còdex d'Alep el segell d'autoritat textual suprema, encara que només pel que fa al tipus d'espai que precedeix les seccions (petuhot i setumot) i per a la manera d'escriure les cançons al Pentateuc; «El còdex que hem utilitzat en aquestes obres és el còdex conegut a Egipte, que inclou 24 llibres, que es trobava a Jerusalem», va escriure. El rabí acharonim David Ben Solomon ibn Abi Zimra (דוד בן שלמה אבן אבי זמרא) testifica que aquest és el mateix còdex que més tard va ser traslladat a Alep.

## Contingut
Quan el Còdex d'Alep era complet (fins al 1947), seguia la tradició textual de Tiberíades en l'ordre dels seus llibres, similar al Còdex de Leningrad, i que també coincideix amb la tradició posterior dels manuscrits bíblics sefardites. La Torà (תּוֹרָה) i Neviïm (נְבִיאִים) apareixen en el mateix ordre que es troben a la majoria de les Bíblies hebrees impreses, però l'ordre dels llibres del Ketuvim (כְּתוּבִים) difereix notablement. En el Còdex d'Alep, l'ordre dels llibres del Ketuvim és: Llibres de les Cròniques (דִּבְרֵי־הַיָּמִים), Llibre dels Salms (תְּהִלִּים), Llibre de Job (אִיוֹב), Llibre dels Proverbis (מִשְלֵי), Llibre de Rut (מגילת רות), Càntic dels Càntics (שִׁיר הַשִּׁירִים), Eclesiastès (קֹהֶלֶת), Llibre de les lamentacions (אֵיכָה), Llibre d'Ester (מגילת אסתר), Llibre de Daniel (דניאל), Llibre d'Esdres (עֶזְרָא) i Llibre de Nehemies (נְחֶמְיָה).
El còdex era complet fins a 1947, però el pogrom d'Alep de 1947 el va danyar considerablement. És possible, a la llum de la investigació sobre el Còdex d'Alep (sobretot la descripció feta per Umberto Cassuto abans de la seva desaparició), reproduir la seva estructura. Sembla que el còdex d'Alep tenia 491 pàgines, de les quals 295 s'han conservat i 196 es van perdre.
Les parts perdudes del Còdex d'Alep són:
- Les primeres 7 pàgines, que van incloure els capítols de la Diqdouq haMassora, un comentari gramatical-masorètic.
- 118 pàgines, situades entre el Pentateuc fins al Deuteronomi (Dt 28,17).
- 2 pàgines del Segon llibre dels Reis (2Re 14,21-18,13).
- 3 pàgines del Llibre de Jeremies (Jr 29,9–31,33; Jr 32,2–4; Jr 9–11; Jr 21–24), i la pàgina que precedeix a aquestes pàgines està parcialment trencada.
- 3 pàgines dels dotze profetes menors; des del Llibre d'Amós (Am 8,12) fins al Llibre de Miquees (Mi 5,1).
- 4 pàgines finals dels dotze profetes menors; des del final del Llibre de Sofonies (So 3,20) fins al Llibre de Zacaries (Za 9,17).
- 2 pàgines del Llibre dels Salms (Sl 15,1-25,2).
- 36 pàgines d'altres textos: des del Càntic dels Càntics (Ct 3,11) fins al final; incloent-hi Eclesiastès, el Llibre de les lamentacions, el Llibre d'Ester, el Llibre de Daniel, el Llibre d'Esdres i el Llibre de Nehemies.
- 1 pàgina de la part que conté els autors i els propietaris del còdex.
- 20 pàgines al final del còdex, amb les anotacions masorètiques.

## Edicion modernes

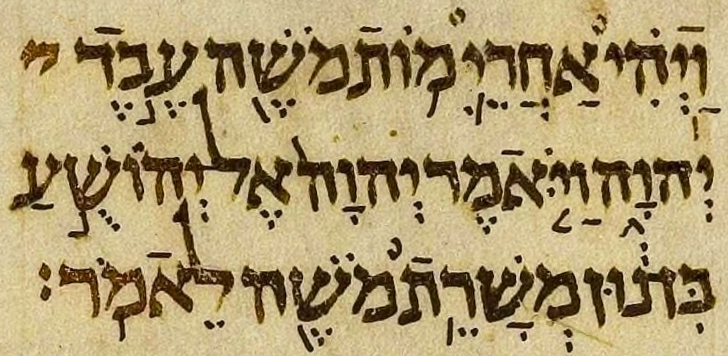
Primer pla del Còdex d'Alep; Llibre de Josuè (Js 1,1)

S'han publicat durant les últimes tres dècades a Israel diverses edicions completes o parcials del Tanakh basades en el Còdex d'Alep, algunes d'elles sota els auspicis acadèmics de les universitats israelianes. Aquestes edicions incorporen reconstruccions de les parts que falten del còdex basades en la metodologia de Mordechai Breuer (מָרְדְּכַי בְּרוֹיֶאר) o sistemes similars, i tenint en compte tot el testimoni històric disponible sobre els continguts del còdex.
Tanakh complet: Són edicions completes del Tanakh, generalment en un sol volum (però de vegades també es venen en tres volums). No inclouen les notes masorètiques del Còdex d'Alep.
- Mossad Harav Kook ed, Mordechai Breuer, ed. Torà (1977); Neviïm (1979); Ketuvim (1982); Tanakh complet en un volum de 1989. Aquesta va ser la primera edició que va incloure una reconstrucció de les lletres, vocals i marques de cantil·lació de les parts que faltaven del Còdex d'Alep.
- Editorial Horev, Jerusalem, 1996-1998. Mordechai Breuer, ed. Aquesta va ser la primera edició que va incorporar informació recentment descoberta sobre les divisions en parashà del Neviïm i del Ketuvim del Còdex d'Alep. El text de Horev Tanakh ha estat reimprès de diverses maneres amb diversos comentaris del mateix editor.[25]
- La corona de Jerusalem: La Bíblia de la Universitat Hebrea de Jerusalem, 2000. Editat segons el mètode de Mordechai Breuer sota la supervisió de Yosef Ofer, amb correccions addicionals i millores des de l'edició de Horev.[25]
- Institut Jerusalem Simanim, Editorial Feldheim, 2004 (publicat en edicions en un sol volum i en tres volums).[Nota 1][25]

Tanakh complet a internet:
- Mechon Mamre ofereix una edició per internet del Tanakh basada en el Còdex d'Alep i els manuscrits de Tiberíades relacionats. La seva reconstrucció del text mancat es basa en els mètodes de Mordechai Breuer. El text s'ofereix en quatre formats: (a) Lletra-text masorètic, (b) Text-lletra «complet» (sense relació amb l'ortografia masorètica), (c) text masorètic amb vocals (niqqud) i (d) text masorètic amb vocals i signes de cantil·lació (Vegeu l'apartat Enllaços externs).
- מקרא על פי המסורה (hebreu) (Lectura segons el mesorà), és una versió digital experimental del Tanakh basada en el Codex d'Alep, amb documentació completa de la política editorial i la seva implementació.

Edicions parcials:
- Projecte Bíblic de la Universitat Hebrea (Isaïes, Jeremies, Ezequiel). Inclou les notes masorètiques del Còdex d'Alep.
- Mikraot Gedolot Haketer, Universitat Bar-Ilan (1992-present). Una edició crítica de diversos volums de Mikraot Gedolot, setze volums publicats fins a la data incloent Gènesi (2 vols.), Èxode (2 vols.), Nombres, Deuteronomi, Josuè i Jutges (1 vol.), Samuel, Reis, Isaïes, Jeremies, Ezequiel, profetes menors, Salms (2 vols.), Cinc megillots (1 vol.), Cròniques. Inclou les notes masorètiques del Còdex d'Alep i un nou comentari sobre elles. Es diferencia de la reconstrucció i presentació de Breuer per a alguns detalls masorètics.
- Torat Hayim, publicat per Mossad ha-Rav Kook (Torà, Proverbis, i Cinc megillots).
- Chorev Mikraot Gedolot, per Hotzaat Chorev (només la Torà).